# Marcos António
Marcos António Elias Santos, född 25 maj 1983 i Alagoinhas, är en brasiliansk fotbollsspelare. Mellan år 2014 och 2018 spelade han i Johor Darul Ta'zim. Han började sin proffskarriär i FC Porto i Portugal.